# St. Petri (Altona)

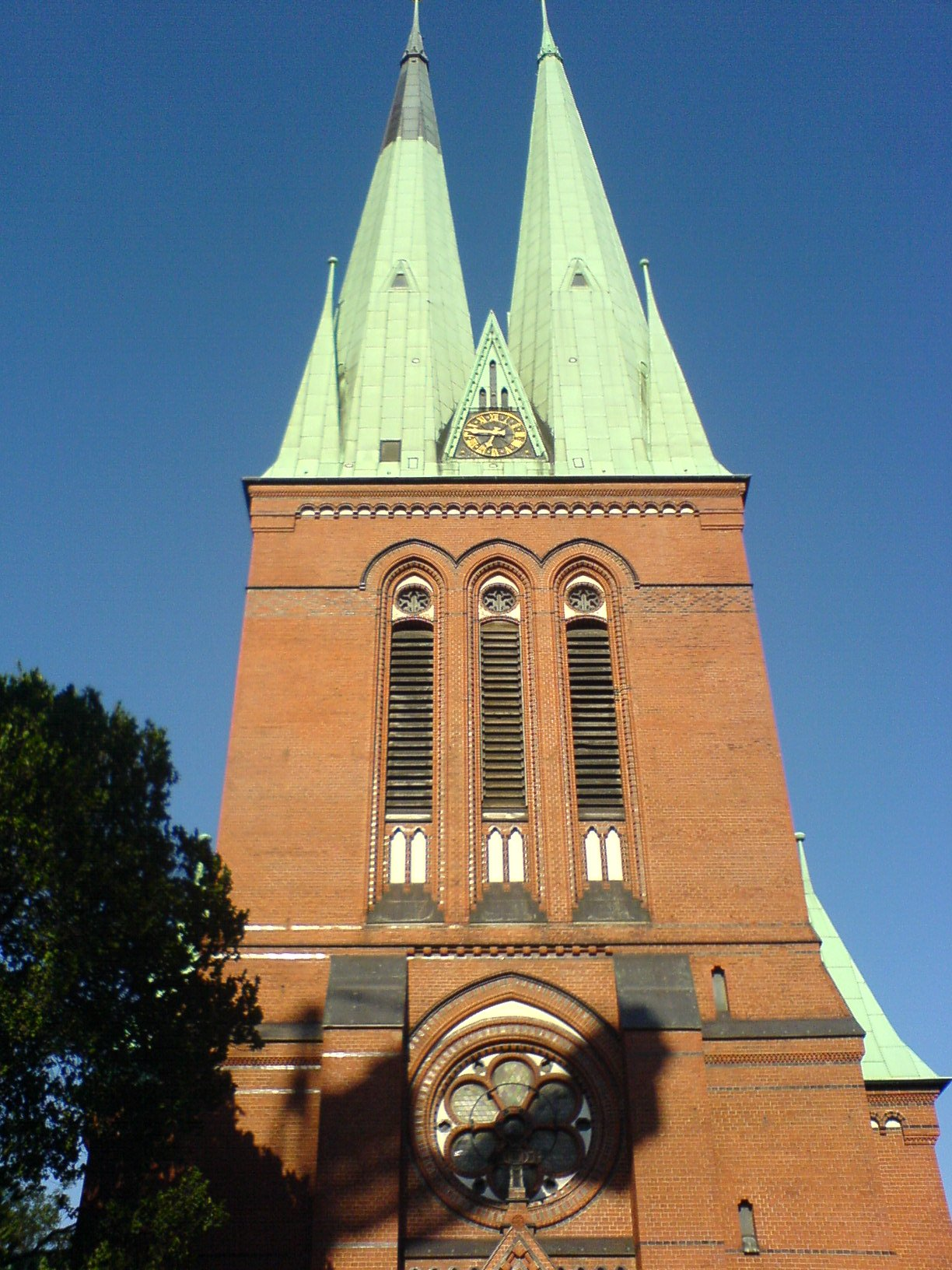
St. Petri in Altona, Blick auf die Fassade mit den doppelten Turmspitzen

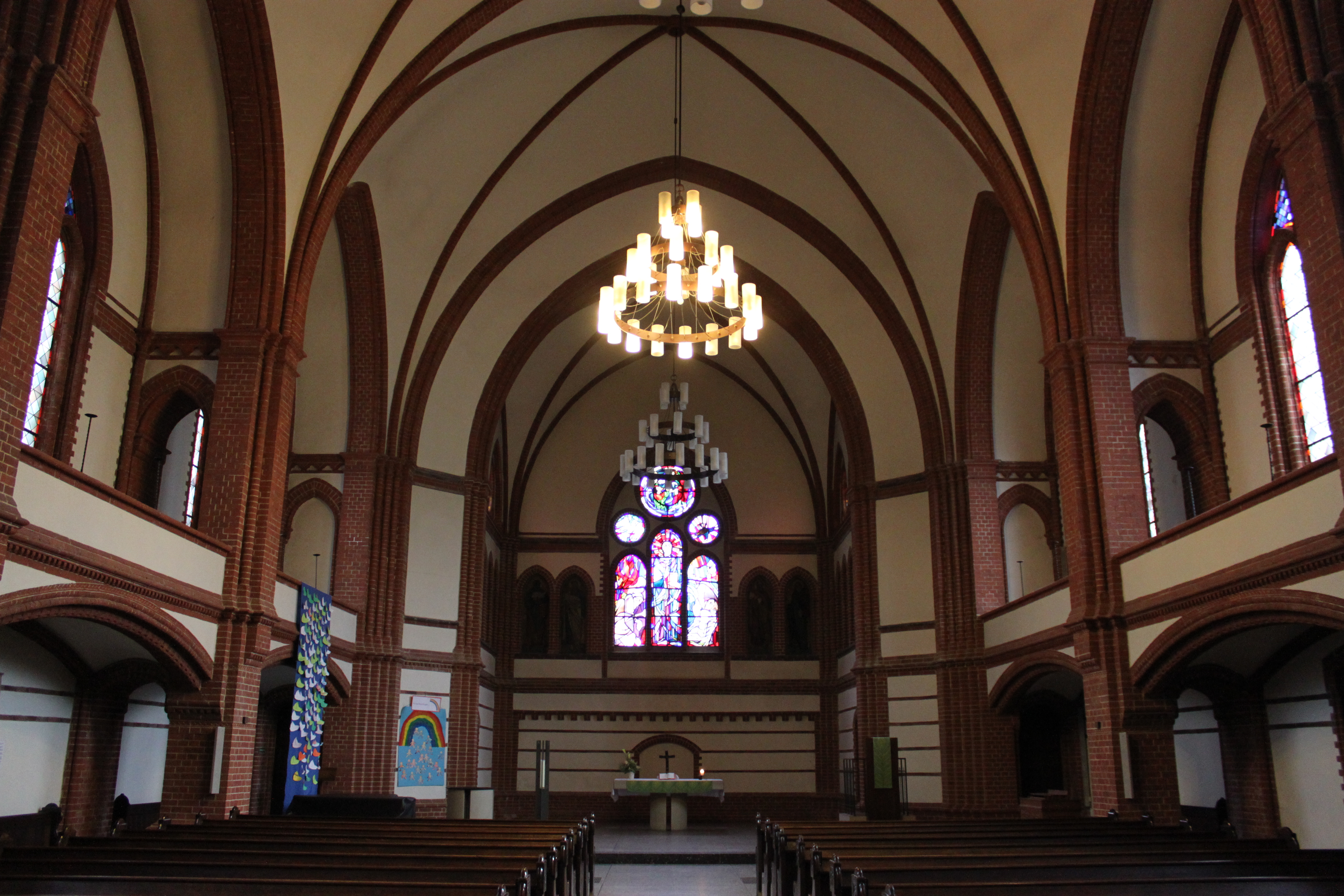
Innenraum

Die evangelisch-lutherische St.-Petri-Kirche in Altona ist ein neugotischer Bau von 1883 an der Ecke Schillerstraße / Schmarjestraße in Hamburg-Altona-Altstadt. Die Kirche ist unter der Woche für Besucher geöffnet.

## Baugeschichte
Nachdem Altona 1866 preußisch geworden war und die Hauptkirche St. Trinitatis für die wachsende Stadt nicht mehr ausreichte, wurde von 1868 bis 1873 für die „Nordergemeinde“ die St.-Johannis-Kirche errichtet. Die 1873 gegründete „Westergemeinde“ nutzte für ihre Gottesdienste anfangs die Kapelle der Kaserne an der Schauenburgerstraße, der heutigen Schomburgstraße. 1876 hatte sie die Mittel für einen eigenen Kirchenbau zusammen und kaufte für 39.500 Mark ein Grundstück an der Ecke Mathildenstraße / Turnstraße (heute Schillerstraße / Schmarjestraße), das zwar etwas eingeengt, dafür aber günstig zu erwerben war. Aus einem Architektenwettbewerb mit 73 Einsendungen ging Johannes Otzen, der Architekt der St.-Johannis-Kirche, als Sieger hervor. Der Bau samt Pastorat und Konfirmandensaal wurde auf 240.000 Mark veranschlagt. Das Geld wurde durch eine Schenkung, eine Anleihe und aus dem Vermögen der Gemeinde aufgebracht. Der Vertrag mit Otzen wurde 1880 unterzeichnet, der Grundstein am 22. April 1881 gelegt.

## St.-Petri-Kirche

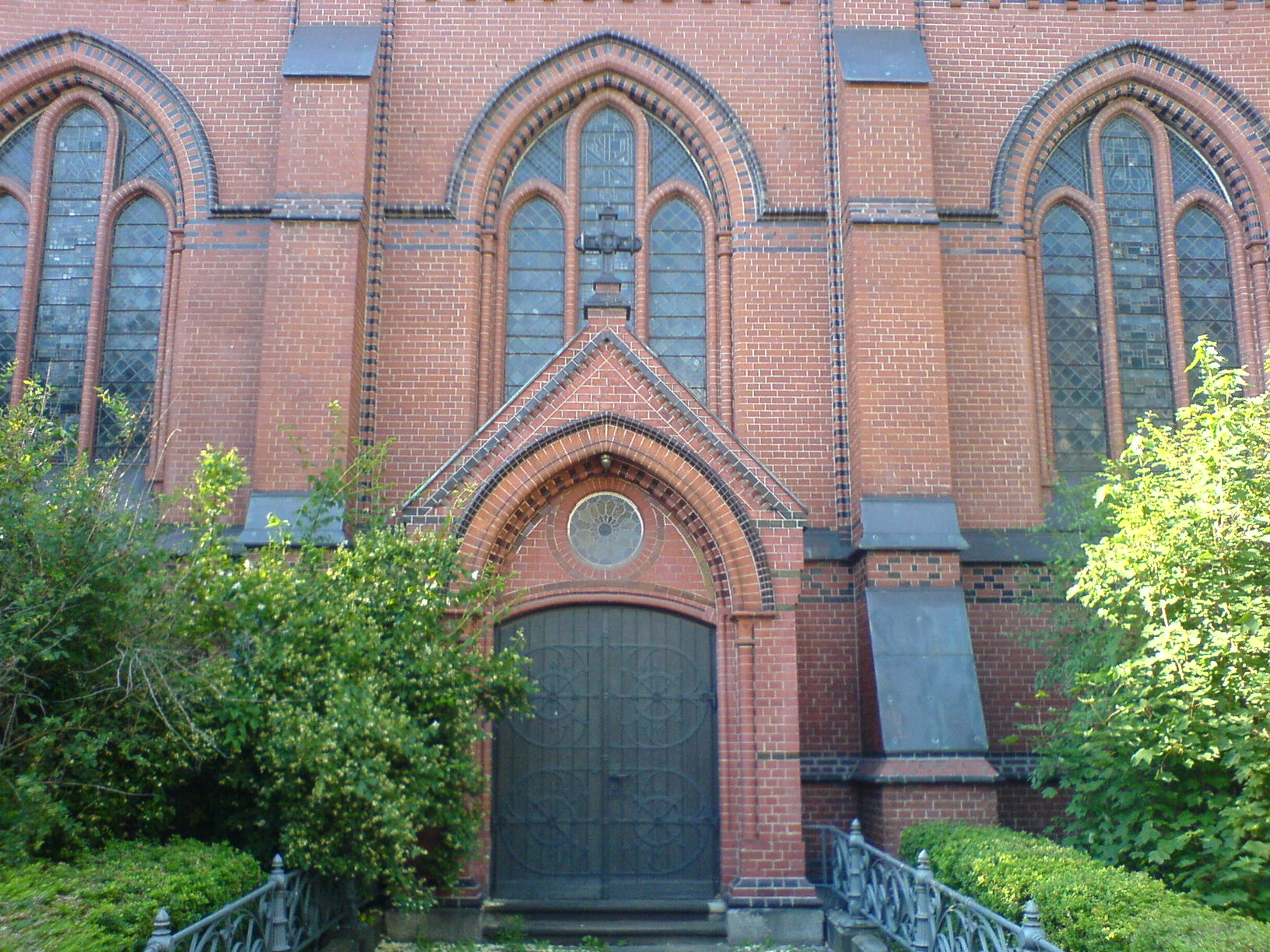
Langhaus mit später angefügtem Portal

Otzen entwarf die Kirche in dem für die Sakralbauten des Historismus in Norddeutschland typischen Stil der Neugotik in Backstein – als Hallenkirche mit sehr schmalen, Emporen tragenden Seitenschiffen ohne Querschiff. Die breite Westfassade im Stil eines Westwerks mit dem Hauptportal ist von zwei schlanken Turmspitzen gekrönt. Das Seitenportal wurde erst 1898 geschaffen. Das Dach schmückte ein Dachreiter. Die Einweihung konnte 1883 begangen werden. Da man den Innenraum als zu dunkel empfand, wurde er unter der Leitung Otzens 1904 noch einmal neu ausgemalt. 1917 schmolz man zwei Glocken für Kriegszwecke ein, die dann 1924 ersetzt wurden.

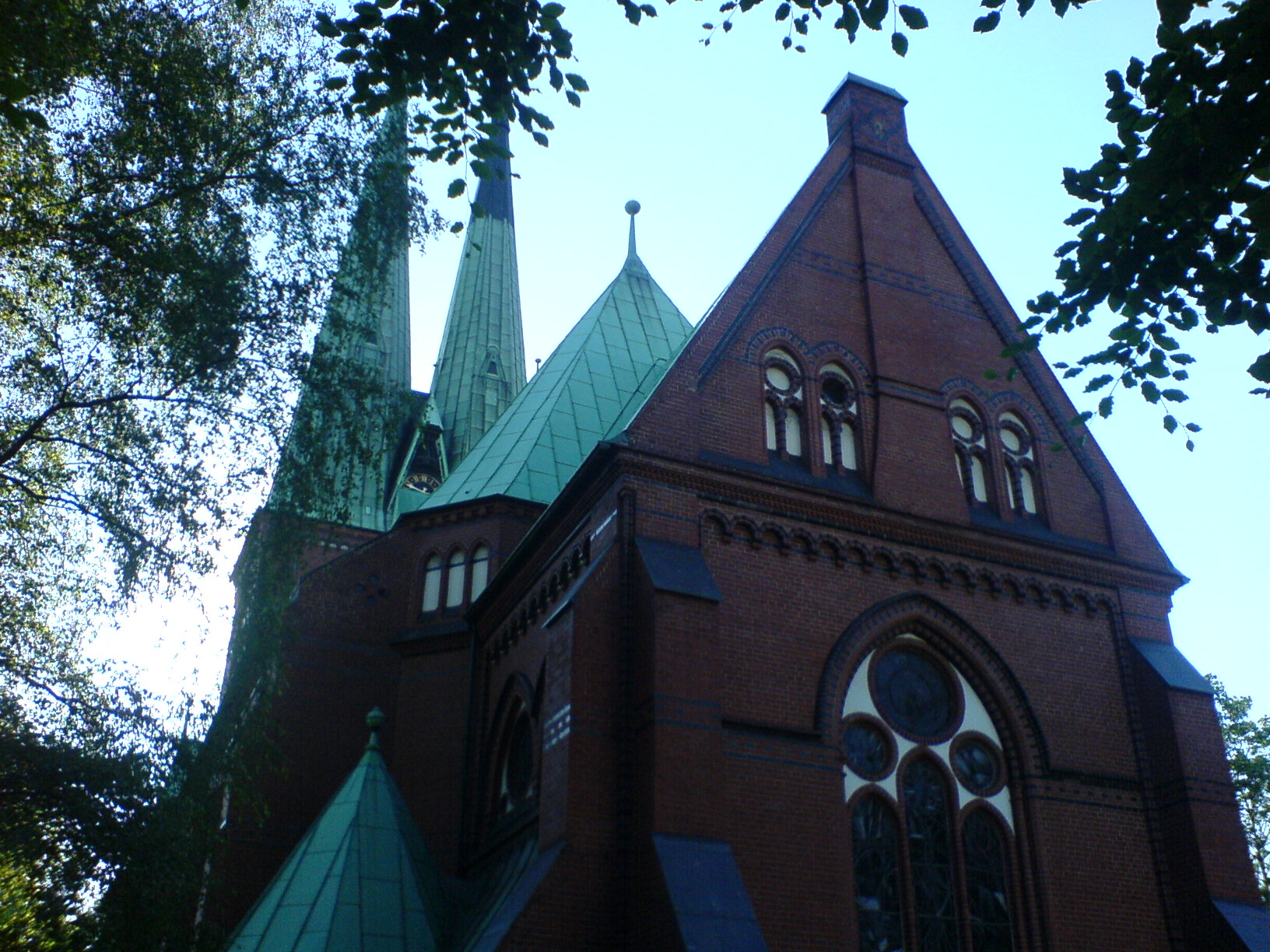
Blick auf den Chor

Am 11. Januar 1933 wurde als Antwort auf den Altonaer Blutsonntag vom 17. Juli 1932 außer in der Hauptkirche St. Trinitatis auch in der St.-Petri-Kirche das Altonaer Bekenntnis verlesen, und zwar durch einen seiner Hauptautoren Hans Asmussen. Während des Zweiten Weltkriegs diente die Kirche in den Bombennächten des Sommers 1943 als Zufluchtsort. Sie blieb von größeren Schäden verschont; nur ihre Fenster und Teile des Dachs wurden zerstört. Größer waren die Verluste an der Gemeinde selbst, die etwa zwei Drittel ihrer Mitglieder verlor. Durch das beschädigte Dach drang in der Folgezeit Wasser ein, sodass 1956 eine umfassende Renovierung notwendig wurde. 1962 wurde das Dach mit Kupferblech neu eingedeckt, der Dachreiter aus Kostengründen jedoch nicht wiederhergestellt.
Zur Hundertjahrfeier 1983 wurde die Kirche umfassend saniert und die neugotische Raumfassung wieder freigelegt, dazu gehörten die roten Rippen zu den weißen Flächen und die Heiligenbilder im Altarraum. Außerdem erhielt die Kirche wieder ein Altarfenster, nachdem nach dem Krieg nur eine Notverglasung mit drei Kreuzen, später der Altarraum komplett verputzt und mit einem Wandgemälde versehen war. Mit der Gestaltung der drei Bilder und der zwei kleinen Rosetten wurde Illo von Rauch-Wittlich beauftragt. Das Motiv in der Hauptrosette, der sinkende Petrus (Mt 14,29-31 ), war erhalten geblieben und wurde in das neue Kunstwerk integriert. Ebenfalls neu errichtet wurden Altar, Kanzel und Taufstein. Die Kirche erhielt eine moderne Fußbodenheizung mit Fernwärme.

## Orgel

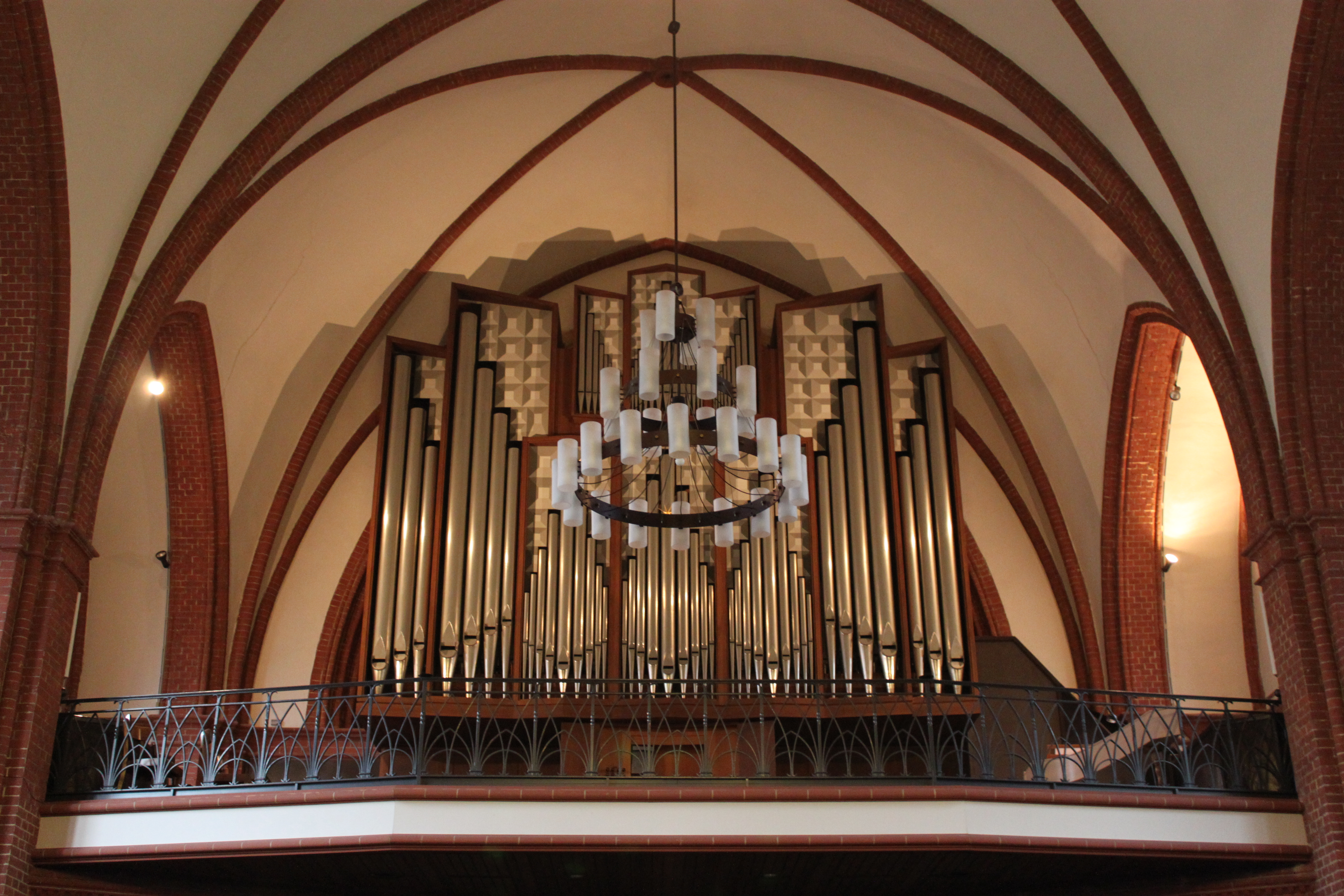
Orgel

Die Orgel der Kirche wurde 1963 von Karl Schuke Berliner Orgelbauwerkstatt erbaut. Das Instrument hat 31 Register auf zwei Manualen und Pedal. Die Spieltraktur ist mechanisch, die Registertraktur war ursprünglich elektropneumatisch, und ist seit 1978 elektrisch. Das Oberwerk ist schwellbar.
| I Hauptwerk C–g3 |       |
| Gedackt Pommer   | 16′   |
| Prinzipal        | 8′    |
| Spielflöte       | 8′    |
| Rohrflöte        | 8′    |
| Oktave           | 4′    |
| Koppelflöte      | 4′    |
| Nassat           | 2 ⁄3′ |
| Oktave           | 2′    |
| Mixtur V–VI      | 2′    |
| Trompete         | 8′    |
| Schalmei         | 8′    |
| Tremulant        |       |

| II Oberwerk C–g3 |       |
| Metallgedackt    | 8′    |
| Quintadena       | 8′    |
| Prinzipal        | 4′    |
| Rohrflöte        | 4′    |
| Waldflöte        | 2′    |
| Sesquialtera II  | 2 ⁄3′ |
| Sifflöte         | 1 ⁄3′ |
| Scharff IV–V     | 1′    |
| Rankett          | 16′   |
| Krummhorn        | 8′    |
| Tremulant        |       |

| Pedal C–f1 |     |
| Prinzipal  | 16′ |
| Subbass    | 16′ |
| Oktave     | 8′  |
| Gemshorn   | 8′  |
| Oktave     | 4′  |
| Nachthorn  | 2′  |
| Mixtur V   | 2′  |
| Posaune    | 16′ |
| Trompete   | 8′  |
| Cornett    | 4′  |

- Koppeln: II/I, I/P, II/P